# Anisozyga
Anisozyga is een geslacht van vlinders van de familie spanners (Geometridae), uit de onderfamilie Geometrinae.

## Soorten
- A. absona Warren, 1896
- A. adornata Prout, 1913
- A. albifimbria Warren, 1903
- A. albifinita Prout, 1913
- A. albifusa Warren, 1906
- A. albiguttata Warren, 1912
- A. albilauta Warren, 1897
- A. albinata Warren, 1906
- A. aphrias Meyrick, 1889
- A. beatrix Prout, 1913
- A. bicolor Rothschild, 1915
- A. bifuscata Prout, 1913
- A. caledonica Thierry-Mieg, 1915
- A. callisticta Turner, 1904
- A. commaculata Warren, 1906
- A. charma Prout, 1917
- A. decorata Warren, 1906
- A. delectabilis Prout, 1913
- A. desolata Warren, 1907
- A. diazeuxis Prout, 1911
- A. diversifimbria Prout, 1922
- A. eranna Prout, 1913
- A. erotyla Turner, 1910
- A. erymnodes Turner, 1910
- A. extravagans Prout, 1924
- A. fascinans Lucas, 1894
- A. flavilinea Warren, 1906
- A. gavissima Walker, 1861
- A. goniota Lower, 1894
- A. gracililinea Warren, 1907
- A. griseonotata Warren, 1906
- A. insperata Walker, 1861
- A. iridescens Warren, 1906
- A. isogamia Prout, 1913
- A. lenis Prout, 1913
- A. lithocrossa Meyrick, 1889
- A. longidentata Prout, 1912

- A. lonias Prout
- A. metaspila Walker, 1861
- A. mimicaria Prout, 1912
- A. muscosa Warren, 1897
- A. nigrimaculata Warren, 1897
- A. orbimaculata Warren, 1907
- A. pagenstecheri Semper, 1902
- A. pieroides Walker, 1861
- A. polyglena Prout, 1924
- A. polyleucotes Prout, 1911
- A. rufipunctata Warren, 1903
- A. saturataria Walker, 1866
- A. sexmaculata Warren, 1907
- A. speciosa Lucas, 1890
- A. stellata Warren, 1907
- A. stellifera Prout, 1913
- A. subfasciata Warren, 1909
- A. subliturata Warren, 1899
- A. subnigrata Warren, 1907
- A. subvenusta Warren, 1899
- A. taminata Prout, 1913
- A. textilis Butler, 1880
- A. valescens Prout, 1931
- A. veniplaga Warren, 1907
- A. viridissima Warren, 1906
- A. viridistriga Warren, 1912